# Andreas Thorkildsen
Andreas Thorkildsen (ur. 1 kwietnia 1982 w Kristiansand) – norweski lekkoatleta specjalizujący się w rzucie oszczepem.

## Życiorys
Dwukrotny złoty medalista igrzysk olimpijskich (Ateny 2004 oraz Pekin 2008). Mistrz (2009) oraz trzykrotny wicemistrz świata (2005, 2007 i 2011). W 2006 roku zdobył złoty medal i tytuł mistrza Europy, a sukces ten powtórzył cztery lata później podczas czempionatu w Barcelonie. Pierwsze sukcesy na arenie międzynarodowej odniósł, zdobywając w 2000 roku tytuł wicemistrza świata juniorów, oraz w 2001, zajmując 2. miejsce w mistrzostwach Europy juniorów. Odnosił zwycięstwa w pucharze świata (2006), pucharze interkontynentalnym (2010) oraz dwukrotnie w światowym finale lekkoatletycznym. Thorkildsen przez 10 lat był rekordzistą świata juniorów w rzucie oszczepem z wynikiem 83,87 m (7 czerwca 2001, Bergen). Podczas igrzysk olimpijskich w Pekinie rzutem na odległość 90,57 ustanowił rekord olimpijski. Rekord życiowy: 91,59 (2 czerwca 2006, Oslo). Rezultat ten jest aktualnym rekordem Norwegii oraz jednocześnie 9. wynikiem w historii światowej lekkoatletyki. Norweg jest pierwszym w historii oszczepnikiem, który posiada w dorobku zarówno tytuł mistrza olimpijskiego, mistrza Europy, jak i mistrza świata.
Ze względu na problemy zdrowotne w maju 2016 roku postanowił zakończyć sportową karierę. Od 2019 roku jest trenerem Chorwatki Sary Kolak, mistrzyni olimpijskiej w rzucie oszczepem z 2016 roku.

## Życie prywatne
Thorkildsen urodził się w rodzinie ze sportowymi tradycjami. Ojciec Andreasa – Tomm Thorkildsen – w latach 70. XX wieku uprawiał rzut oszczepem, osiągając 30 lipca 1974 w Oslo swój najlepszy rezultat 71,64. Matka lekkoatlety, Bente Amundsen-Thorkildsen, trenowała biegi płotkarskie, zdobywając medale mistrzostw kraju. Ma starszego brata. W marcu 2011, po sześciu latach związku, rozstał się ze swoją partnerką Christiną Vukicevic – norweską płotkarką, medalistką halowych mistrzostw Europy. Pracuje także jako model.

## Przebieg kariery

### Lata 1993–1999
Thorkildsen sport zaczął uprawiać w wieku 11 lat w klubie Hamar IL. Jego pierwszym trenerem był ojciec. Pierwszy sukces odniósł w roku 1995 kiedy oszczepem o wadze 600 gramów rzucił na odległość 51,88 i ustanowił rekord Norwegii w tej kategorii wiekowej (13 latkowie). W kolejnych latach bił kolejne rekordy kraju w poszczególnych grupach – także sprzętem seniorskim ważącym 800 gramów. Kulminacyjnym punktem pierwszych lat kariery Thorkildsena była siódma lokata mistrzostw Europy juniorów w 1999 w Rydze.

#### Rekordy w poszczególnych kategoriach wiekowych

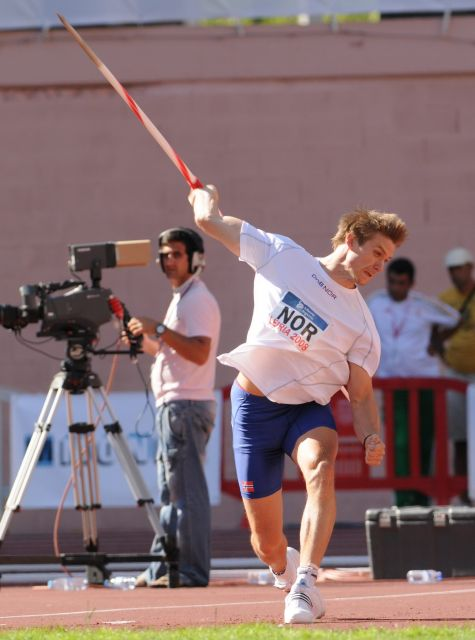
Andreas Thorkildsen podczas I ligi pucharu Europy w Leirii (2008)

| Wiek | Rezultat | Waga oszczepu | Rok  |  | Wiek | Rezultat | Waga oszczepu | Rok  |
| ---- | -------- | ------------- | ---- |  | ---- | -------- | ------------- | ---- |
| 13   | 51,88 m  | 600 g         | 1995 |  | 14   | 53,82 m  | 800 g         | 1996 |
| 14   | 62,98 m  | 600 g         | 1996 |  | 16   | 61,57 m  | 800 g         | 1998 |
| 16   | 79,50 m  | 600 g         | 1998 |  | 17   | 72,11 m  | 800 g         | 1999 |
|      |          |               |      |  | 18   | 77,48 m  | 800 g         | 2000 |

### Lata 2000–2003
W roku 2000 trafił pod opiekę trenera Åsmund Martinsena. W tym samym roku Thorkildsen zdobył swój pierwszy medal w mistrzostwach Norwegii w kategorii seniorów. Uzyskując wynik 72,72, zajął drugie miejsce, przegrywając tylko z Ronnym Nilsenem. Jesienią 2000 roku podczas mistrzostw świata juniorów w Santiago wywalczył srebrny medal, rzucając na odległość 76,34. Rezultatem tym ustanowił nowy rekord swojego kraju w kategorii juniorów.
W 2001 roku zawodnik przeprowadził się do Oslo i rozpoczął treningi w klubie SK Vidar. 7 czerwca w Bergen pierwszy raz Thorkildsen przekroczył barierę 80 metrów. Wynik 83,87 do 2011 był rekordem świata juniorów. W Grosseto podczas mistrzostw Europy juniorów zdobył srebrny medal rzutem na odległość 76,98. W sierpniu bez powodzenia startował w mistrzostwach świata, które były dla niego pierwszą seniorską imprezą o randze międzynarodowej. W Edmonton uzyskał wynik 68,41 i swój start zakończył na eliminacjach, zajmując w nich ostatnią lokatę pośród zawodników z mierzoną próbą. W 2001 oszczepnik wywalczył swój pierwszy złoty medal mistrzostw kraju.
W roku 2002 Thorkildsen pierwszy raz w karierze wystartował w seniorskich mistrzostwach Europy, które odbywały się w Monachium. W eliminacjach osiągnął wynik 78,36 i do minimum uprawniającego do startu w finale zabrakło mu tylko 68 centymetrów. Ostatecznie Skandynaw zajął 15. miejsce w kwalifikacjach. W Sandnes zdobył drugi w karierze srebrny medal mistrzostw Norwegii, przegrywając tylko z Pålem Arne Fagernesem. Swój najlepszy wynik w sezonie – 83,43 – osiągnął 16 czerwca w Karlstad.
Już na początku sezonu 2003 w łotewskim Ventspils uzyskał swój nowy rekord życiowy – 85,72. Podczas młodzieżowych mistrzostw Europy w Bydgoszczy był czwarty. Także w roku 2003 po raz drugi wywalczył mistrzostwo Norwegii z wynikiem 76,04. W Paryżu podczas mistrzostw świata odniósł pierwszy znaczący sukces w kategorii seniorów. W eliminacjach osiągnął wynik 79,44. W finale rzucił 77,75 i zajął ostatecznie 11. pozycję.

### 2004
Kwalifikację olimpijską Thorkildsen uzyskał 11 czerwca podczas rozgrywanego wyjątkowo w Bergen mityngu Bislett Games – osiągnął wówczas rezultat 84,12, przegrywając z Amerykaninem Breaux Greerem i Rosjaninem Siergiejem Makarowem. 27 lipca Norweg odniósł zwycięstwo w prestiżowym mityngu DN Galan w Sztokholmie. Trzy dni później w Londynie podczas London Grand Prix uzyskał swój najlepszy dotychczasowy wynik w sezonie 2004 – 84,45.
Przed igrzyskami na listach wyników przed Thorkildsenem było 13 oszczepników, w tym Norweg Ronny Nilsen. W eliminacjach, które odbyły się 26 sierpnia, Andreas Thorkildsen osiągnął rezultat 81,74, a kwalifikacje wygrał Amerykanin Breaux Greer (87,25) jednak stadion opuścił kulejąc. Finał zmagań podczas igrzysk zaplanowano na 28 sierpnia. W pierwszej próbie norweski miotacz osiągnął wynik 84,82 i po pierwszej serii rzutów zajmował trzecie miejsce. Łotysz Vadims Vasiļevskis także w pierwszej próbie ustanowił swój rekord życiowy – 84,95 – i objął niespodziewanie prowadzenie w konkursie, wyprzedzając aktualnego mistrza świata Siergieja Makarowa. W drugiej kolejce rzutów Thorkildsen pobił swój rekord życiowy i wynikiem 86,50 objął prowadzenie w konkursie. Żaden z zawodników do końca rywalizacji nie rzucił dalej niż Norweg, który niespodziewanie zdobył złoty medal. Komentując zwycięstwo Thorkildsen stwierdził, że jest to uczucie „kompletnie szalone”. Po igrzyskach Thorkildsen zajął drugie miejsce w światowym finale lekkoatletycznym w Monako.

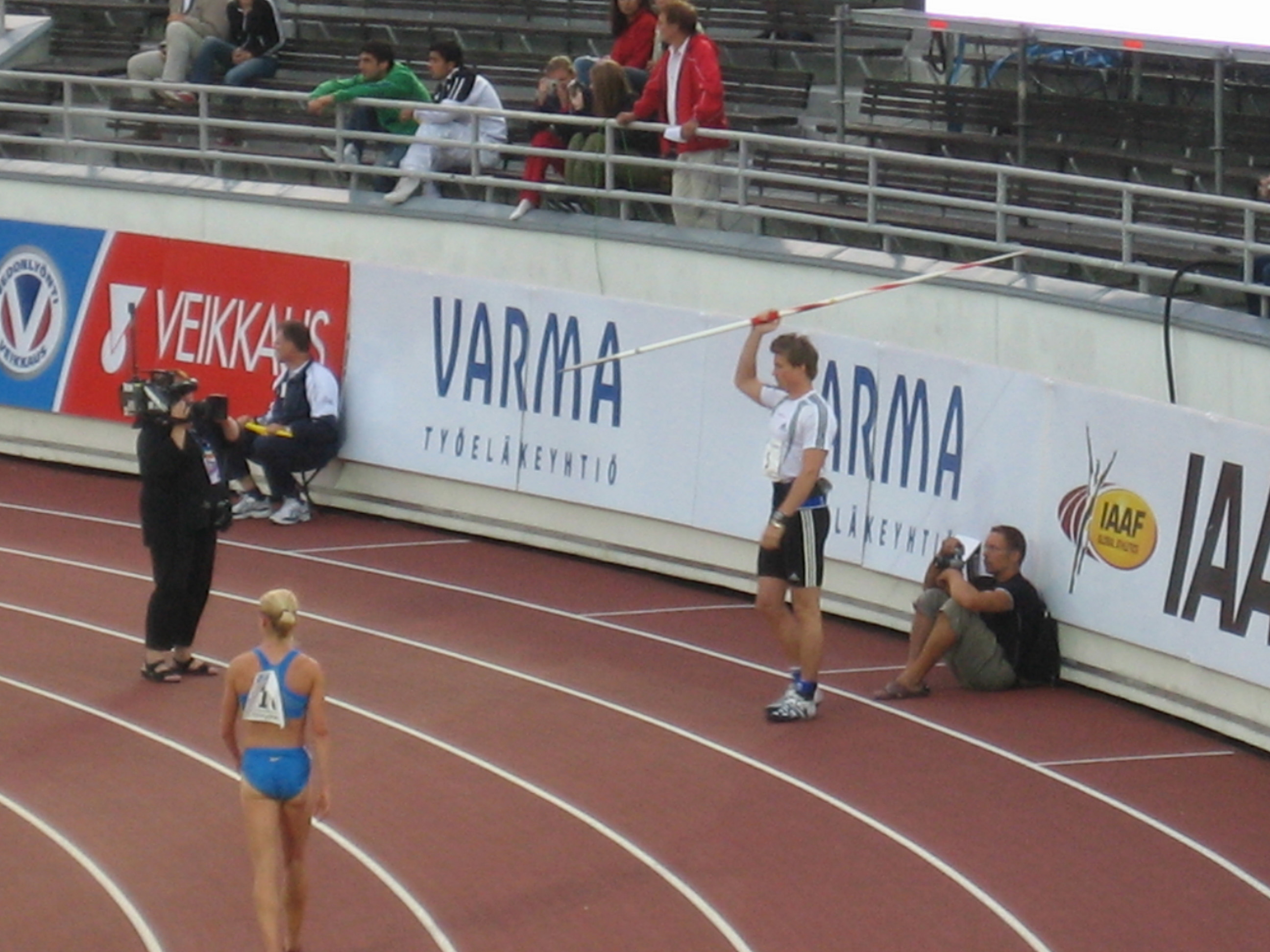
Andreas Thorkildsen podczas mitingu w Helsinkach (2005)

### 2005
Najważniejszą lekkoatletyczną imprezą roku były mistrzostwa świata w Helsinkach. W czasie przygotowań do tej imprezy podczas zawodów w Kuortane Thorklidsen – 26 czerwca – dwukrotnie poprawiał własny rekord życiowy, bijąc przy okazji należący do Påla Arne Fagernesa rekord Norwegii. Podczas tej samej imprezy Fin Tero Pitkämäki rzucił 91,53 i został liderem tabel światowych. W lipcu Norweg ponownie poprawił rekord kraju, rzucając w Oslo 29 lipca 87,66. Przed mistrzostwami na listach światowych pierwsze trzy wyniki należały do Pitkämäkiego, Makarowa oraz Thorkildsena.
Mistrzostwa świata odbywały się w złych warunkach atmosferycznych, co wpływało na wyniki osiągane przez zawodników. W eliminacjach – 9 sierpnia – tylko trzem liderom list światowych udało się pokonać minimum kwalifikacyjne, które wynosiło 81 metrów. Kolejnego dnia podczas finału zawodnikom przeszkadzał deszcz i wiatr. Po trzech seriach na prowadzeniu był Thorkildsen, jednak w czwartej kolejce Estończyk, aktualny wicemistrz świata, Andrus Värnik rzucił 87,17 i odebrał Norwegowi pozycję lidera. Ostatecznie zawody wygrał Värnik przed Thorkildsenem i Makarowem. W kończącym sezon światowym finale lekkoatletycznym Norweg zajął drugie miejsce z wynikiem 89,60.

### 2006
Po pięciu sezonach startowania w barwach klubu SK Vidar Thorkildsen powrócił do swojego pierwszego klubu Kristiansands. 12 maja w Dosze podczas zawodów Qatar Athletic Super Grand Prix pierwszy raz w karierze rzucił oszczepem ponad 90 metrów, osiągając wynik 90,13. Rezultat ten poprawił 2 czerwca w Oslo, ustanawiając swój aktualny rekord życiowy i jednocześnie rekord Norwegii rzutem na odległość 91,59. 9 sierpnia w Göteborgu z wynikiem 88,78 zdobył pierwszy w karierze złoty medal mistrzostw Europy, wyprzedzając Fina Tero Pitkämäkiego oraz utytułowanego Czecha, rekordzistę świata, Jana Železnego. Rok 2006 Norweg zakończył pierwszym w karierze zwycięstwem w światowym finale lekkoatletycznym oraz wygraniem zawodów pucharu świata w Atenach. Jego rekord życiowy, który ustanowił w czerwcu – 91,59, okazał się najlepszym rezultatem w sezonie na świecie.

### 2007
Głównym celem dla Thorkildsena w roku 2007 były mistrzostwa świata w Osace. Norweg chciał także rzucić dalej niż wynosił rekord Norwegii starym modelem oszczepu – 91,72, który należał do Terje Pedersena. Sezon zaczął od startów w Dakarze i Dosze, gdzie osiągnął odpowiednio 81,10 i 86,39. Lepsza forma przyszła na mistrzostwa świata, które odbywały się na przełomie sierpnia i września w Japonii. W eliminacjach mistrzostw świata, 31 sierpnia, rzucił 82,33 i awansował do finału. W rozegranym 2 września finale w drugiej kolejce rzucił 88,61 i przegrywał z Finem Tero Pitkämäkim, który w tej samej serii posłał oszczep na odległość 89,16. W ostatniej serii Thorkildsen rzucił 87,33 i tym samym nie poprawił swojej drugiej pozycji. Tero Pitkämäki w ostatnim rzucie poprawił swój najlepszy wynik, mimo iż miał już zapewniony złoty medal, osiągając 90,33.

### 2008
W roku 2008 w Pekinie odbywały się igrzyska olimpijskie, podczas których Norweg bronił tytułu mistrzowskiego wywalczonego przed czterema laty w Grecji. Eliminacje odbyły się 21 sierpnia – Norweg z dziewiątym wynikiem eliminacji (79,85) awansował do finału. W finale, który odbył się 23 sierpnia, Thorkildsen prowadził już od pierwszej kolejki przez cały konkurs. W piątej serii rzutem na odległość 90,57 ustanowił nowy rekord olimpijski, a z szóstej próby zrezygnował.

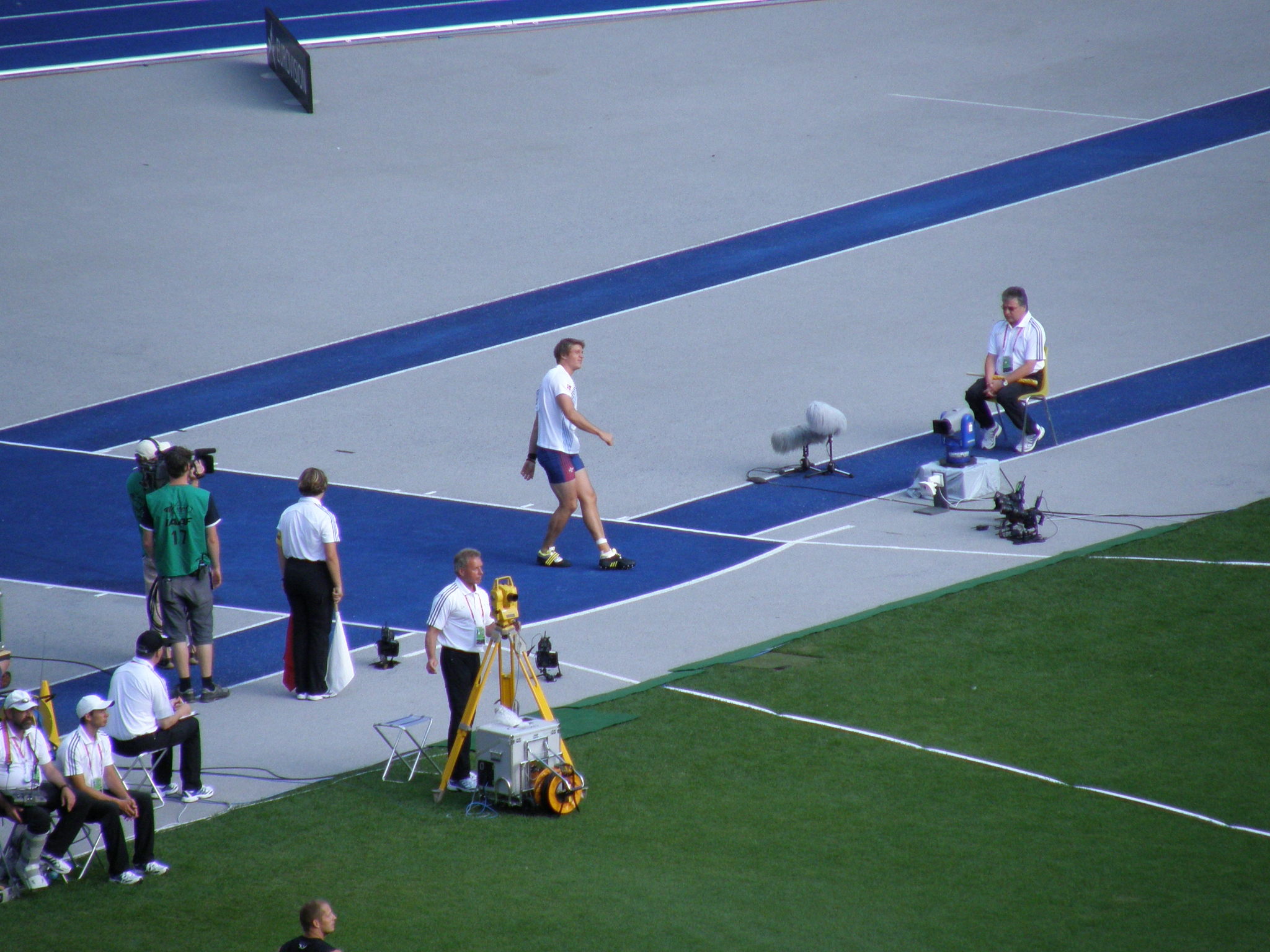
Andreas Thorkildsen podczas mistrzostw świata w Berlinie (2009)

### 2009
Główną imprezą sezonu 2009 były sierpniowe mistrzostwa świata. Thorkildsen zaczął od startu w Katarze gdzie osiągnął wynik 83,39. 21 sierpnia podczas eliminacji mistrzostw świata rzucił 80,37 i z szóstym wynikiem całych kwalifikacji awansował do finału. Dwa dni później, w niedzielę 23 sierpnia, w drugiej serii rzutów konkursu finałowego czempionatu osiągnął rezultat 89,59, który pozwolił mu zdobyć pierwszy w karierze złoty medal mistrzostw świata. Dzięki temu sukcesowi Norweg stał się pierwszym w historii oszczepnikiem, który posiada w dorobku zarówno tytuł mistrza olimpijskiego, mistrza Europy, jak i mistrza świata. Po mistrzostwach, 28 sierpnia, w Zurychu podczas kolejnej edycji zawodów Weltklasse Zürich wynikiem 91,28 ustanowił swój najlepszy wynik w sezonie i najlepszy wynik na świecie w całym sezonie. Na zakończenie sezonu Thorkildsen zwyciężył w Salonikach podczas światowego finału lekkoatletycznego.

### 2010

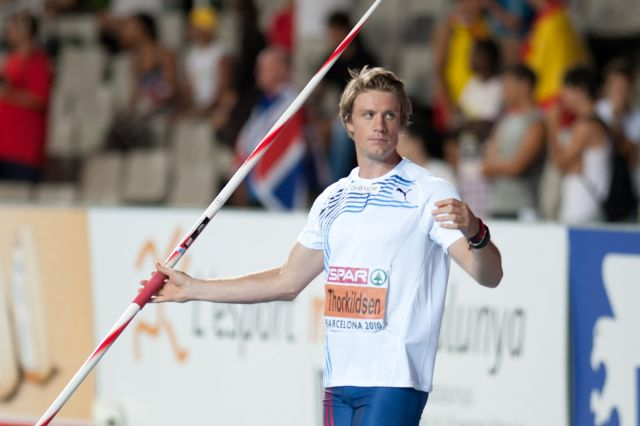
Oszczepnik przygotowujący się do rzutu podczas mistrzostw Europy w Barcelonie (2010)

Głównym celem dla Norwega w sezonie 2010 były sierpniowe mistrzostwa Europy w Barcelonie, podczas których oszczepnik bronił złotego medalu wywalczonego cztery lata wcześniej w Szwecji. Pierwszym startem w 2010 roku były dla Thorklidsena zawody Shanghai Golden Grand Prix, które wygrał z wynikiem 86,11. Po zaciętej walce z niemieckim miotaczem Matthiasem de Zordo zwyciężył w konkursie oszczepników na mistrzostwach Europy broniąc tym samym złota wywalczonego cztery lata wcześniej w Göteborgu. 22 sierpnia zdobył (z wynikiem 87,10) kolejny tytuł mistrza kraju. Zwycięzca łącznej punktacji Diamentowej Ligi 2010 w rzucie oszczepem. 5 września wygrał konkurs oszczepników podczas pucharu interkontynentalnego ustanawiając wynikiem 89,26 nowy rekord tej imprezy.

### 2011
Pierwszy start w sezonie Norweg zaplanował na 6 maja w Dosze – podczas tych zawodów zajął piąte miejsce z wynikiem 83,63. Ostatni raz tak niską pozycję w konkursie Norweg zajął w 2005 roku. Na kolejnym mityngu diamentowej ligi – Shanghai Golden Grand Prix 2011 – Throkildsen zajął drugie miejsce uzyskując wynik 85,12 i przegrywając z Finem Tero Pitkämäkim, który wynikiem 85,33 wyrównał najlepszy rezultat w sezonie należący do Siergieja Makarowa. Podczas zawodów w Chinach – przy piątym rzucie w konkursie – sportowiec nabawił się drobnej kontuzji i nie startował przez ponad miesiąc (m.in. nie wystąpił w mityngu Bislett Games 2011 w Oslo). W swoim pierwszym starcie po urazie, 25 czerwca w Kuortane, osiągnął wynik 84,33 i zwyciężył w zawodach. Podczas mistrzostw Norwegii w Byrkjelo, 14 sierpnia, osiągnął najlepszy wynik w sezonie rzucając 90,61 – oszczepnik przyznał, że nie był to według niego idealny rzut. Po zawodach w Byrkjelo Thorkildsen powiedział, że uważa iż w rzucie oszczepem powinno dokonywać się pomiaru wiatru. Podczas mistrzostw świata w Taegu Norweg w eliminacjach uzyskał wynik 81,83 (minimum kwalifikacyjne wynosiło 82,50) i z siódmym rezultatem awansował do finału. W finale już w pierwszej kolejce na prowadzenie wyszedł późniejszy zwycięzca Niemiec Matthias de Zordo, który rzucił 86,27. Norweg po trzech kolejkach plasował się poza podium – dopiero w czwartym rzucie osiągnął wynik 84,78, który dał mu ostatecznie srebrny medal.

### 2012

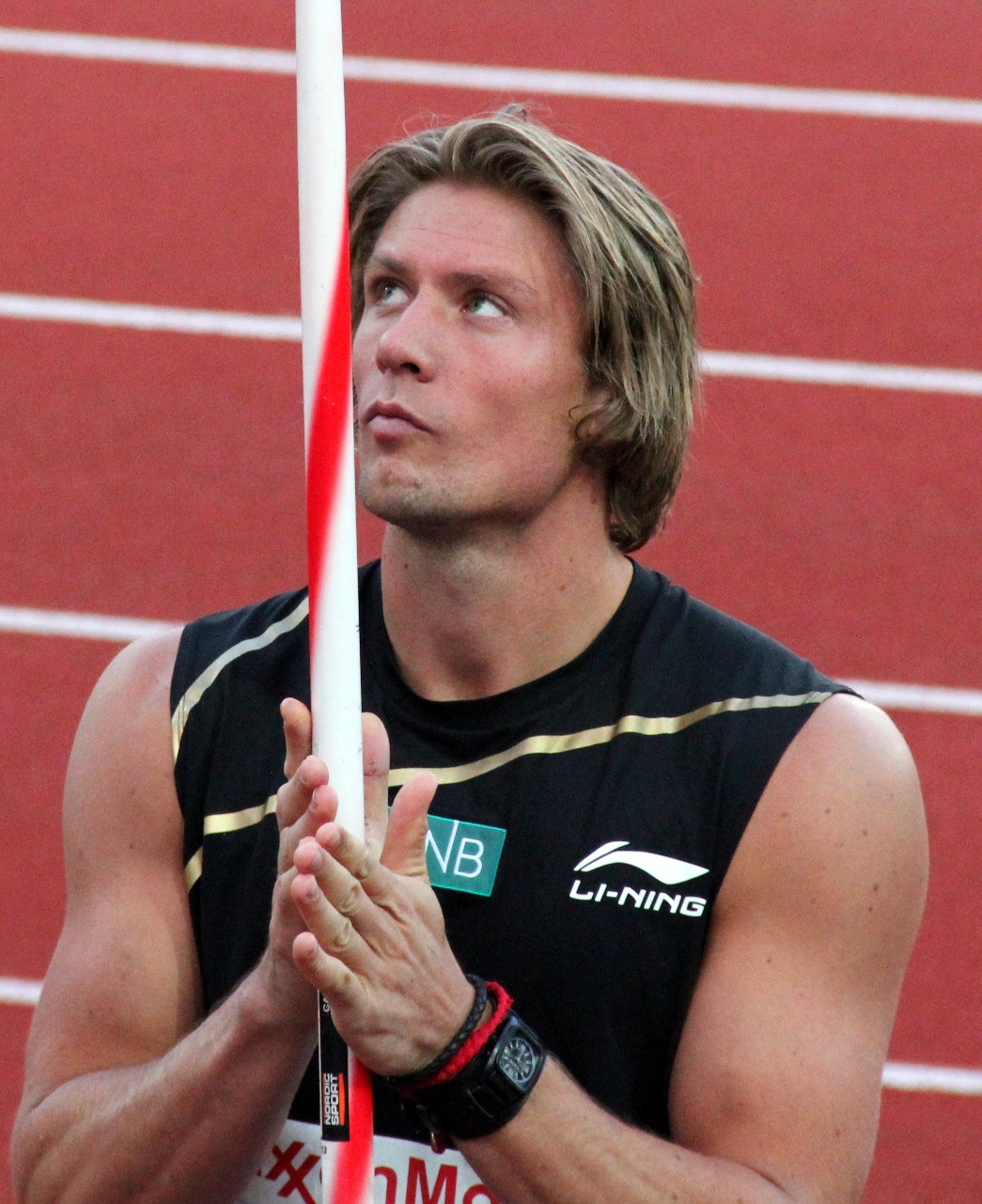
Thorkildsen na mityngu Bislett Games 2012 w Oslo

W pierwszym starcie w olimpijskim sezonie 2012 Norweg zajął z wynikiem 79,53 czwarte miejsce podczas deszczowego mityngu Shanghai Golden Grand Prix 2012 w Szanghaju. Podczas czerwcowych mistrzostw Europy w Helsinkach Norweg nie obronił tytułu z 2010 – po trzech rzutach zajmował czwarte miejsce i opuścił stadion. Ostatecznie został sklasyfikowany na czwartej pozycji i nie zdobył medalu imprezy mistrzowskiej pierwszy raz od 2004 roku. Przyczyną nie najlepszego występu w Helsinkach okazał się uraz mięśnia dwugłowego uda. Podczas igrzysk olimpijskich w Londynie nie obronił złotego medalu wywalczonego 4 lata wcześniej w Pekinie zajmując w finałowym konkursie szóste miejsce. Po zajęciu dziesiątego miejsca w zawodach DN Galan 2012 w Sztokholmie, 17 sierpnia, postanowił zakończyć sezon.

## Nagrody
Na koniec 2004 roku Thorkildsen został wybrany sportowcem roku w Norwegii przez tamtejszych dziennikarzy sportowych. W 2008 wygrał plebiscyt European Athlete of the Year Trophy. Od 2004 do 2010 rokrocznie uznawany za najlepszego lekkoatletę Norwegii. W 2010 roku został uznany za najlepszego lekkoatletę maja w Europie. Na koniec sezonu 2010 zajął drugą lokatę w kolejnej edycji plebiscytu European Athlete of the Year Trophy przegrywając z francuskim sprinterem Christophe Lemaitre.

## Osiągnięcia

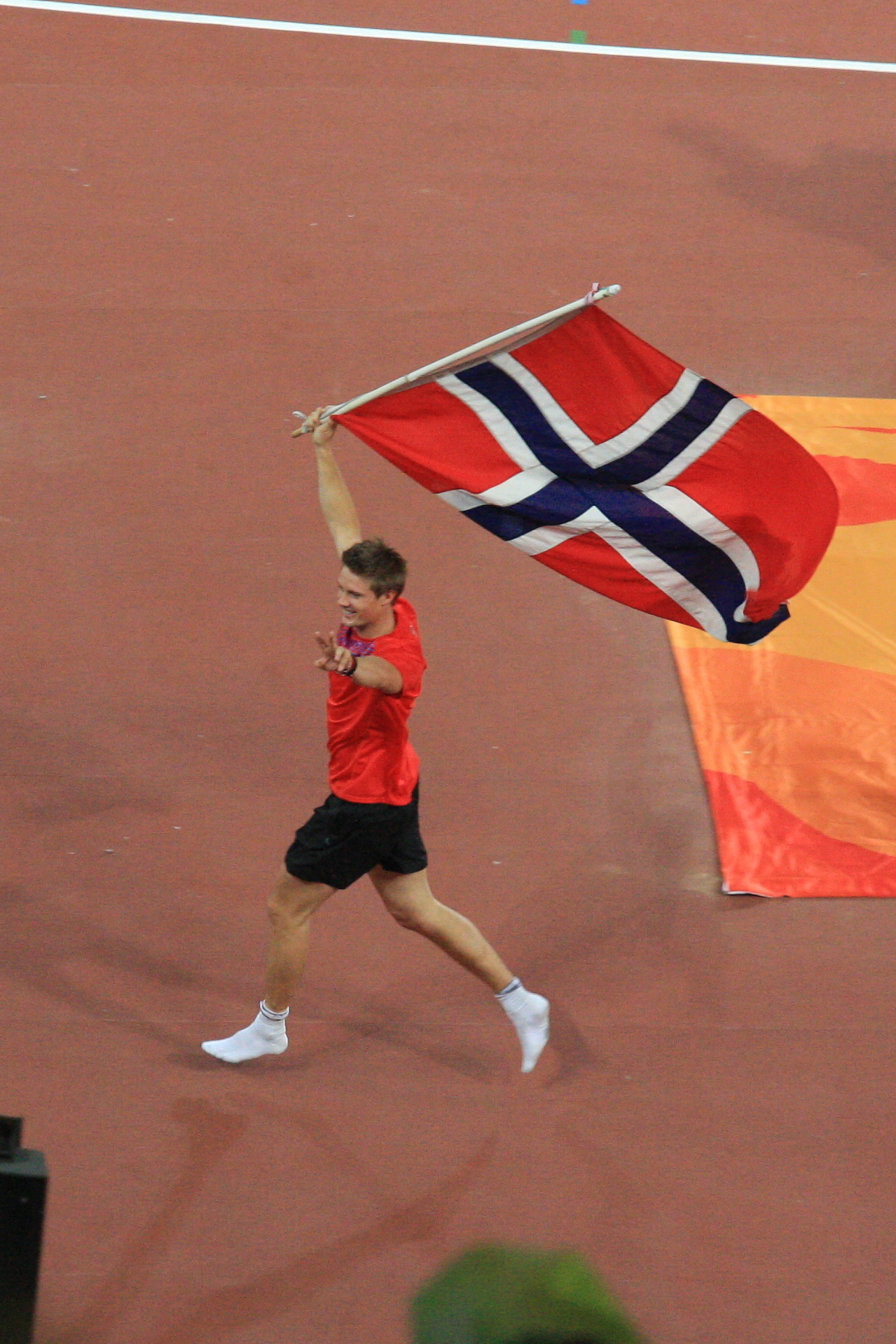
Andreas Thorkildsen po zdobyciu złotego medalu olimpijskiego w Pekinie (2008)

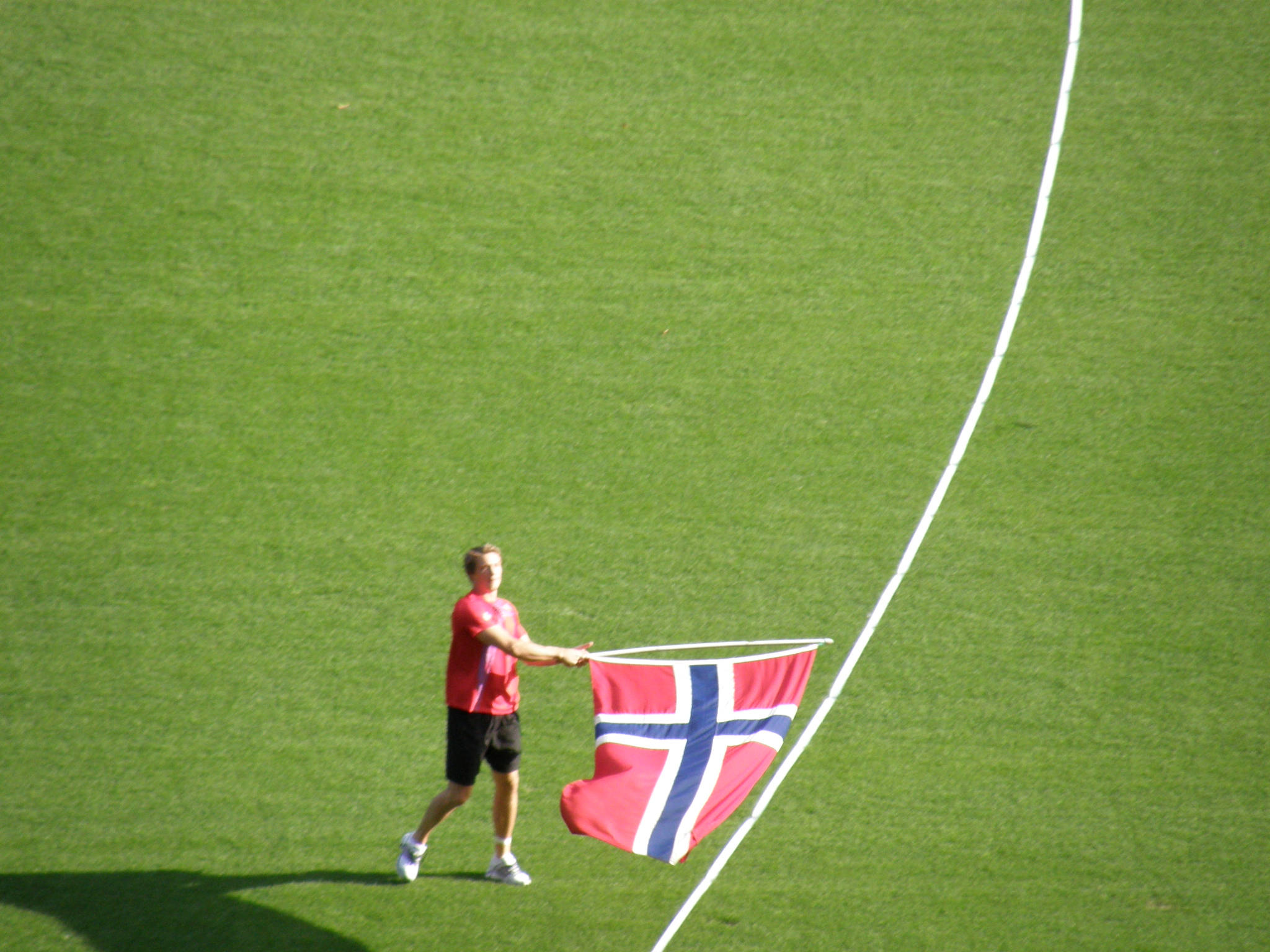
Andreas Thorkildsen po wywalczeniu złotego medalu mistrzostw świata w Berlinie (2009)

| Rok  | Impreza                                 | Miejsce          | Pozycja           | Wynik    | Źródła  |
| ---- | --------------------------------------- | ---------------- | ----------------- | -------- | ------- |
| 1999 | Mistrzostwa Europy juniorów             | Ryga             | 7. miejsce        | 72,11    | [ 26 ]  |
| 2000 | Mistrzostwa świata juniorów             | Santiago         | 2. miejsce        | 76,34    | [ 93 ]  |
| 2001 | I liga pucharu Europy                   | Vaasa            | 2. miejsce        | 82,15    | [ 32 ]  |
| 2001 | Mistrzostwa świata                      | Edmonton         | el. – 26. miejsce | 68,41    | [ 44 ]  |
| 2001 | Mistrzostwa Europy juniorów             | Grosseto         | 2. miejsce        | 76,98    | [ 94 ]  |
| 2002 | I liga pucharu Europy                   | Bańska Bystrzyca | 1. miejsce        | 81,31    | [ 95 ]  |
| 2002 | Mistrzostwa Europy                      | Monachium        | el. – 15. miejsce | 78,36    | [ 32 ]  |
| 2003 | I liga pucharu Europy                   | Lappeenranta     | 1. miejsce        | 81,42    | [ 95 ]  |
| 2003 | Młodzieżowe mistrzostwa Europy          | Bydgoszcz        | 4. miejsce        | 76,95    | [ 32 ]  |
| 2003 | Mistrzostwa świata                      | Paryż            | 11. miejsce       | 77,75    | [ 32 ]  |
| 2004 | I liga pucharu Europy                   | Stambuł          | 3. miejsce        | 78,51    | [ 96 ]  |
| 2004 | Igrzyska olimpijskie                    | Ateny            | 1. miejsce        | 86,50    | [ 1 ]   |
| 2004 | Światowy finał lekkoatletyczny          | Monako           | 2. miejsce        | 82,52    | [ 44 ]  |
| 2005 | II liga pucharu Europy                  | Tallinn          | 1. miejsce        | 83,76    | [ 97 ]  |
| 2005 | Mistrzostwa świata                      | Helsinki         | 2. miejsce        | 86,18    | [ 3 ]   |
| 2005 | Światowy finał lekkoatletyczny          | Monako           | 2. miejsce        | 89,60    | [ 44 ]  |
| 2006 | I liga pucharu Europy                   | Praga            | 1. miejsce        | 82,24    | [ 95 ]  |
| 2006 | Mistrzostwa Europy                      | Göteborg         | 1. miejsce        | 88,78    | [ 6 ]   |
| 2006 | Światowy finał lekkoatletyczny          | Stuttgart        | 1. miejsce        | 89,50    | [ 44 ]  |
| 2006 | Puchar świata                           | Ateny            | 1. miejsce        | 87,17    | [ 10 ]  |
| 2007 | II liga pucharu Europy                  | Odense           | 1. miejsce        | 87,64    | [ 98 ]  |
| 2007 | Mistrzostwa świata                      | Osaka            | 2. miejsce        | 88,61    | [ 4 ]   |
| 2007 | Światowy finał lekkoatletyczny          | Stuttgart        | 2. miejsce        | 85,06    | [ 44 ]  |
| 2008 | I liga pucharu Europy                   | Leiria           | 1. miejsce        | 83,16    | [ 99 ]  |
| 2008 | Igrzyska olimpijskie                    | Pekin            | 1. miejsce        | 90,57 OR | [ 1 ]   |
| 2008 | Światowy finał lekkoatletyczny          | Stuttgart        | 2. miejsce        | 83,77    | [ 44 ]  |
| 2009 | I liga drużynowych mistrzostw Europy    | Bergen           | 2. miejsce        | 85,04    | [ 32 ]  |
| 2009 | Mistrzostwa świata                      | Berlin           | 1. miejsce        | 89,59    | [ 2 ]   |
| 2009 | Światowy finał lekkoatletyczny          | Saloniki         | 1. miejsce        | 87,75    | [ 44 ]  |
| 2010 | Superliga drużynowych mistrzostw Europy | Bergen           | 2. miejsce        | 82,98    | [ 100 ] |
| 2010 | Mistrzostwa Europy                      | Barcelona        | 1. miejsce        | 88,37    | [ 7 ]   |
| 2010 | Puchar interkontynentalny               | Split            | 1. miejsce        | 89,26    | [ 101 ] |
| 2011 | Mistrzostwa świata                      | Daegu            | 2. miejsce        | 84,78    | [ 5 ]   |
| 2012 | Mistrzostwa Europy                      | Helsinki         | 4. miejsce        | 81,55    | [ 83 ]  |
| 2012 | Igrzyska olimpijskie                    | Londyn           | 6. miejsce        | 82,63    | [ 85 ]  |
| 2013 | Superliga drużynowych mistrzostw Europy | Gateshead        | 4. miejsce        | 80,48    |         |
| 2013 | Mistrzostwa świata                      | Moskwa           | 6. miejsce        | 81,06    | [ 102 ] |

## Progresja wyników

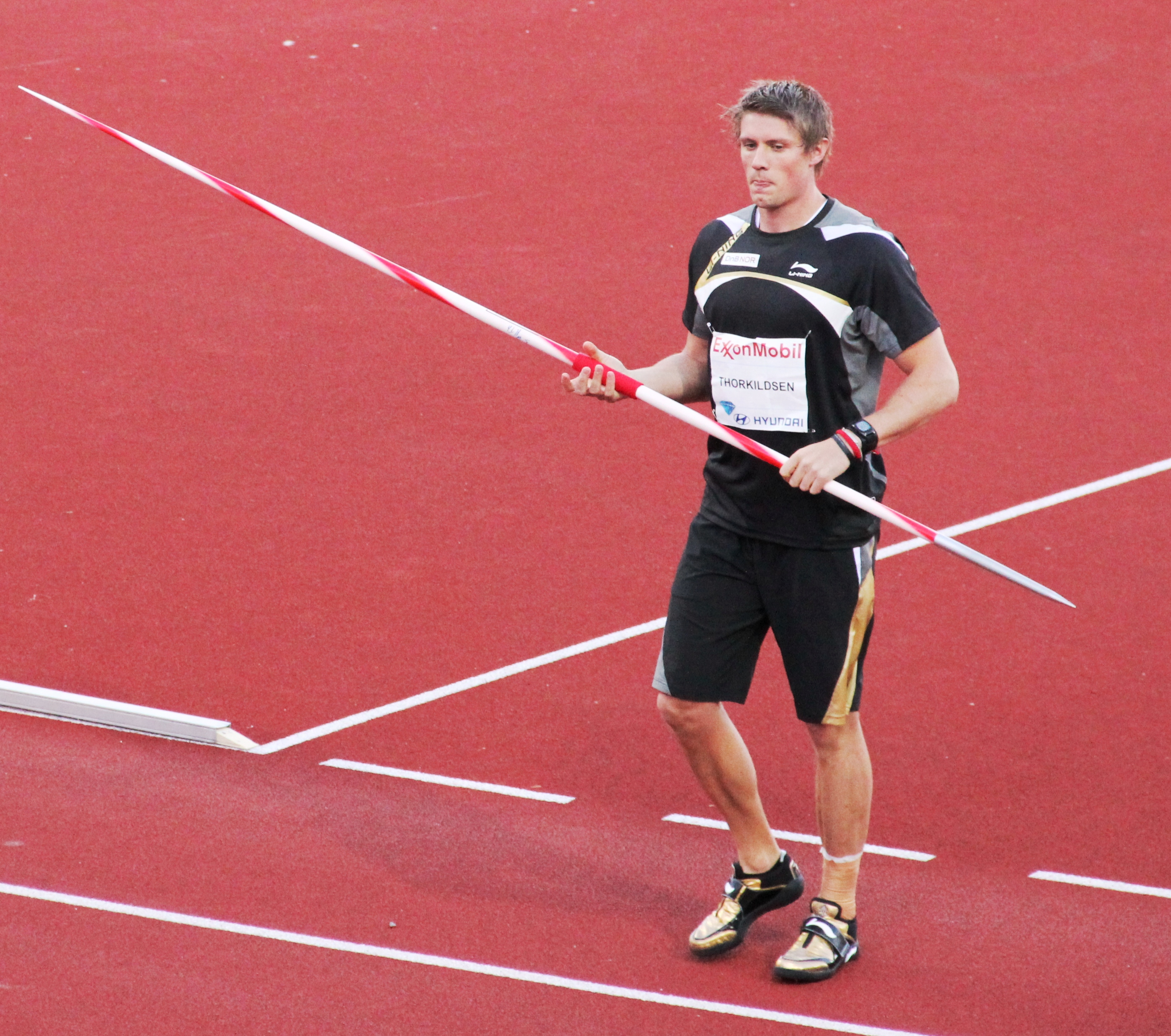
Oszczepnik podczas mityngu Bislett Games w Oslo (2010)

| Rok  | Wynik | Data        | Miejsce   |
| ---- | ----- | ----------- | --------- |
| 1999 | 72,11 | 7 sierpnia  | Ryga      |
| 2000 | 77,48 | 30 września | Düdingen  |
| 2001 | 83,87 | 7 czerwca   | Bergen    |
| 2002 | 83,43 | 16 czerwca  | Karlstad  |
| 2003 | 85,72 | 14 czerwca  | Ventspils |
| 2004 | 86,50 | 28 sierpnia | Ateny     |
| 2005 | 89,60 | 10 września | Monako    |
| 2006 | 91,59 | 2 czerwca   | Oslo      |
| 2007 | 89,51 | 7 września  | Zurych    |
| 2008 | 90,57 | 23 sierpnia | Pekin     |
| 2009 | 91,28 | 28 sierpnia | Zurych    |
| 2010 | 90,37 | 29 maja     | Florø     |
| 2011 | 90,61 | 14 sierpnia | Byrkjelo  |
| 2012 | 84,72 | 25 maja     | Ostrawa   |
| 2013 | 84,64 | 8 czerwca   | Florø     |
| 2014 | 80,79 | 5 lipca     | Paryż     |

## Rekordy Norwegii
Thorkildsen w ciągu kariery 7 razy poprawiał rekord Norwegii.
| Wynik | Data             | Miejsce  |
| ----- | ---------------- | -------- |
| 86,81 | 26 czerwca 2005  | Kuortane |
| 86,82 | 26 czerwca 2005  | Kuortane |
| 87,66 | 29 lipca 2005    | Oslo     |
| 87,75 | 4 września 2005  | Berlin   |
| 89,60 | 10 września 2005 | Monako   |
| 90,13 | 12 maja 2006     | Doha     |
| 91,59 | 2 czerwca 2006   | Oslo     |